# Christian Eriksen
Christian Dannemann Eriksen (Middelfart, Danska; 14. veljače 1992.) danski je nogometaš koji igra na poziciji napadačkog veznog. Trenutačno je bez kluba.
Ajaxovoj omladinskoj akademiji se pridružio 2008. iz matičnog Odensea a iste godine je proglašen danskim nogometnim talentom godine u dobi do 17 godina. Debi za dansku reprezentaciju je ostvario u ožujku 2010. te je bio najmlađi igrač na Svjetskom prvenstvu u Južnoj Africi 2010. Sljedeće godine je proglašen najvećim talentom u Nizozemskoj.

## Karijera
Eriksen je počeo igrati nogomet u rodnom Middelfartu prije trećeg rođendana. 2005. prelazi u OB s kojim se natjecao u danskom juniorskom prvenstvu. S klubom je u polufinalu izgubio od Brøndbyja ali je nakon toga proglašen "najboljim tehničkim igračem" prvenstva. Sljedeće godine je Odense osvojio prvenstvo dok je Eriksen postigao jedini gol u finalu. Nakon odličnih nastupa za Odenseovu U16 i U19 momčad kao i dansku U17 reprezentaciju, za njega su se počeli zanimati vodeći europski klubovi, primjerice Barcelona i Chelsea. Igrač je bio na probama u tim klubovima kao i u AC Milanu ali se u konačnici odlučio za Ajax kazavši "Moj prvi korak nesmije biti prevelik. Znam da će igranje u Nizozemskoj biti veoma dobro za moj razvoj. Zato sam došao Ajax i to je fantastična opcija."

### Ajaxova akademija i ulazak u prvu momčad
17. listopada 2008. je objavljeno da je Eriksen potpisao 2,5 godišnji ugovor za amsterdamskim Ajaxom. Iznos transfera se procjenjuje na jedan milijun eura. Igrač je najprije igrao u mladim sastavima Ajaxa prije nego što je u siječnju 2010. uvršten u prvu momčad kluba gdje je najprije dobio dres s brojem 51.
Debi za Ajaxovu prvu momčad je ostvario 17. siječnja 2010. na utakmici nizozemskog prvenstva protiv NAC Brede. Ajaxov trener Martin Jol ga je usporedio s Wesleyjem Sneijderom i Rafaelom van der Vaartom koji su također potekli iz Ajaxove nogometne akademije. Jol ga je opisao "kao igrača koji dobro čita utakmicu u tradicionalnoj ulozi desetke koju je u Ajaxu imao legendarni danski nogometaš Michael Laudrup".
25. ožujka 2010. Eriksen je produljio ugovor s Ajaxom do ljeta 2014. navodeći pritom: "Ja ovdje mogu još puno toga naučiti, još nisam gotov i nadam se da mogu puno značiti za klub".
6. svibnja 2010. Eriksen je igrao u drugoj utakmici finala nizozemskog kupa protiv Feyenoorda koju je Ajax dobio s 4:1. Na kraju njegove prve profesionalne sezone u Ajaxu igrač je za klub nastupio u 21 utakmici, postigao je jedan pogodak te je debitirao za dansku reprezentaciju.
Početkom sezone 2010./11. Eriksenu je dodijeljen dres s brojem 8.

### Sezona proboja u Ajaxu
Eriksen je dobro započeo sezonu 2010./11. u Ajaxu postigavši prvi ligaški gol 29. kolovoza 2010. u gostujućoj pobjedi protiv De Graafschapa. 11. studenog 2010. Eriksen je postigao svoj prvi pogodak na domaćoj Amsterdam Areni u visokoj 3:0 pobjedi u kupu protiv BV Veendama.
Tijekom prosinca iste godine Eriksen je proglašen danskim talentom godine. Nakon nekoliko dana igrač je primio nagradu te je još jedanput prikazao koliko je važan za Ajax postigavši jedini gol za klub u gostujućoj pobjedi protiv Vitessea.
17. veljače 2011. Eriksen postiže svoj prvi klupski pogodak u europskim natjecanjima i to u Europskoj ligi u 3:0 pobjedi protiv Anderlecht Bruxellesa. 13. ožujka 2011. je postigao gol pretrčavši polovicu terena u 3:1 pobjedi protiv Willem II.
Do kraja sezone Eriksen je postao sve važniji igrač Ajaxa zbog velikih mogućnosti koje je mogao pružati kao polušpica. Nakon dobre sezone 2010./11. u kojoj se igrač izborio za prvi sastav, Eriksen je proglašen Ajaxovim talentom godine a klub je osvojio Eredivisie (prvi puta nakon sedam godina). 23. svibnja iste godine igrač je proglašen nizozemskim talentom godine. Izabrao ga je žiri pod vodstvom nizozemske legende Johana Cruyffa. Sam Cruyff je pohvalio Eriksena riječima: "To je igrač kojeg volim cijelim svojim srcem. Ova nagrada je samo početak, početak da dosegne maksimum u svojoj karijeri. Ima talent a sada i priznanje; izrastao je u igrača. On je tipičan primjer danske škole nogometa. Možete ga usporediti s Brianom i Michaelom Laudrupom. Vrijeme će pokazati može li Eriksen doseći istu razinu kao i njih dvojica".
18. listopada 2011. Eriksen je postigao prvi gol u Ligi prvaka protiv zagrebačkog Dinama u gostujućoj 2:0 pobjedi. Time je postao drugi najmlađi igrač koji je postigao gol u sezoni Lige prvaka 2011./12.

### Tottenham Hotspur
29. kolovoza 2013. Ajaxov trener Frank de Boer je na press-konferenciji potvrdio da je njegov danski vezni nogometaš Eriksen prodan Tottenhamu. Prvi dio sezone u engleskom velikanu nije bio na nivou, te je uglavnom dobivao priliku u grupnoj fazi Europa lige. Dolaskom Tima Sherwooda na klupu Tottenhama, Eriksen je postao najvažniji igrač 'pjetlova'. U sezoni 2013./14. postigao je 7 pogodaka i upisao 13 asistencija.

### Inter Milan
Dana 28. siječnja 2020., Eriksen je potpisao četverogodišnji ugovor s talijanskim velikanom Interom. Svoj debitantski nastup doživio je već sljedeći dan u talijanskom kupu protiv Fiorentine. Prvi pogodak za Inter postigao je u utakmici Europske lige protiv bugarskog Ludogoreca.

## Reprezentativna karijera
Eriksen je pozvan u dansku reprezentaciju do 17 godina u srpnju 2007. godine, te je impresionirao u svojem debiju 31. srpnja. 2008. je postigao devet pogodaka u 16 nastupa za do 17 vrstu te mu je danski nogometni savez dodijelio nagradu za danskog nogometnog talenta do 17 godina. Također, bio je i među četiri nominirana igrača za nagradu danskog talenta godine koja je u konačnici dodijeljena Mathiasu Jørgensenu. Eriksen je do veljače 2009. prikupio ukupno 27 nastupa za U17 vrstu.
Igrač je kratko nastupao za do 18, do 19 i do 21 reprezentaciju nakon čega je u veljači 2010. dobio poziv za dansku reprezentaciju. Igrač je za seniorsku momčad debitirao u prijateljskoj utakmici protiv Austrije u ožujku iste godine. Time je postao četvrti najmlađi danski reprezentativni debitant. 28. svibnja 2010. izbornik Morten Olsen je uvrstio Eriksena u sastav reprezentativaca za predstojeće Svjetsko nogometno prvenstvo u Južnoj Africi. Tako je Eriksen postao najmlađi igrač na turniru a igrao je na utakmicama protiv Nizozemske i Japana, ali Danska tamo nije prošla skupinu.
U prijateljskoj utakmici protiv Engleske koju je Danska izgubila s 2:1 Eriksen je proglašen igračem utakmice a njegova igra je pohvaljena u Danskoj i Engleskoj.
Prvi pogodak za reprezentaciju Eriksen je ostvario 4. lipnja 2011. u kvalifikacijskoj utakmici za EURO 2012. protiv Islanda. Time je postao najmlađi danski reprezentativac koji je postigao reprezentativni gol u europskim kvalifikacijama, odnosno devet dana mlađi od Michaela Laudrupa koji je prvi gol zabio 1983.
Danac je s reprezentacijom nastupio i na EURO 2012. u Poljskoj i Ukrajini.
U kvalifikacijama za Svjetsko prvenstvo u Rusiji je Eriksen zabio ukupno osam golova. U doigravanje protiv Irske, Danac je zabio hat-trick u gostujućoj 1:5 pobjedi na Avivi Stadium, te se tako osigurali plasman na Svjetsko prvenstvo. U osmini finala je Danska izgubila od Hrvatske na penalima, gdje je vratar Vatrenih između ostalog obranio jedanaesterac Eriksena.

### Pogoci za reprezentaciju
| #   | Datum               | Mjesto                | Protivnik  | Pogodak | Rezultat | Natjecanje                  |
| --- | ------------------- | --------------------- | ---------- | ------- | -------- | --------------------------- |
| 1.  | 4. lipnja 2011.     | Reykjavík, Island     | Island     | 2 : 0   | 2 : 0    | kvalifikacije za EURO 2012. |
| 2.  | 10. kolovoza 2011.  | Glasgow, Škotska      | Škotska    | 1 : 1   | 1 : 2    | prijateljska utakmica       |
| 3.  | 5. lipnja 2013.     | Aalborg, Danska       | Gruzija    | 2 : 1   | 2 : 1    | prijateljska utakmica       |
| 4.  | 14. kolovoza 2013.  | Gdańsk, Poljska       | Poljska    | 1 : 1   | 2 : 3    | prijateljska utakmica       |
| 5.  | 22. svibnja 2014.   | Debrecen, Mađarska    | Mađarska   | 1 : 1   | 2 : 2    | prijateljska utakmica       |
| 6.  | 8. lipnja 2015.     | Viborg, Danska        | Crna Gora  | 1 : 1   | 2 : 1    | prijateljska utakmica       |
| 7.  | 7. lipnja 2016.     | Suita, Japan          | Bugarska   | 2 : 0   | 4 : 0    | Kirin Cup 2016.             |
| 8.  | 7. lipnja 2016.     | Suita, Japan          | Bugarska   | 3 : 0   | 4 : 0    | Kirin Cup 2016.             |
| 9.  | 7. lipnja 2016.     | Suita, Japan          | Bugarska   | 4 : 0   | 4 : 0    | Kirin Cup 2016.             |
| 10. | 4. rujna 2016.      | Kopenhagen, Danska    | Armenija   | 1 : 0   | 1 : 0    | kvalifikacije za SP 2018.   |
| 11. | 11. studenoga 2016. | Kopenhagen, Danska    | Kazahstan  | 2 : 1   | 4 : 1    | kvalifikacije za SP 2018.   |
| 12. | 11. studenoga 2016. | Kopenhagen, Danska    | Kazahstan  | 4 : 1   | 4 : 1    | kvalifikacije za SP 2018.   |
| 13. | 6. lipnja 2017.     | Brøndbyvester, Danska | Njemačka   | 1 : 0   | 1 : 1    | prijateljska utakmica       |
| 14. | 10. lipnja 2017.    | Almaty, Kazahstan     | Kazahstan  | 2 : 0   | 3 : 1    | kvalifikacije za SP 2018.   |
| 15. | 1. rujna 2017.      | Kopenhagen, Danska    | Poljska    | 4 : 0   | 4 : 0    | kvalifikacije za SP 2018.   |
| 16. | 4. rujna 2017.      | Erevan, Armenija      | Armenija   | 2 : 1   | 4 : 1    | kvalifikacije za SP 2018.   |
| 17. | 5. listopada 2017.  | Podgorica, Crna Gora  | Crna Gora  | 1 : 0   | 1 : 0    | kvalifikacije za SP 2018.   |
| 18. | 8. listopada 2017.  | Kopenhagen, Danska    | Rumunjska  | 1 : 0   | 1 : 1    | kvalifikacije za SP 2018.   |
| 19. | 14. studenoga 2017. | Dublin, Irska         | Irska      | 2 : 1   | 5 : 1    | kvalifikacije za SP 2018.   |
| 20. | 14. studenoga 2017. | Dublin, Irska         | Irska      | 3 : 1   | 5 : 1    | kvalifikacije za SP 2018.   |
| 21. | 14. studenoga 2017. | Dublin, Irska         | Irska      | 4 : 1   | 5 : 1    | kvalifikacije za SP 2018.   |
| 22. | 9. lipnja 2018.     | Brøndbyvester, Danska | Meksiko    | 2 : 0   | 2 : 0    | prijateljska utakmica       |
| 23. | 21. lipnja 2018.    | Samara, Rusija        | Australija | 1 : 0   | 1 : 1    | SP 2018.                    |
| 24. | 9. rujna 2018.      | Aarhus, Danska        | Wales      | 1 : 0   | 2 : 0    | Liga nacija 2018./19.       |
| 25. | 9. rujna 2018.      | Aarhus, Danska        | Wales      | 2 : 0   | 2 : 0    | Liga nacija 2018./19.       |
| 26. | 21. ožujka 2019.    | Priština, Kosovo      | Kosovo     | 1 : 1   | 2 : 2    | prijateljska utakmica       |
| 27. | 10. lipnja 2019.    | Kopenhagen, Danska    | Gruzija    | 2 : 1   | 5 : 1    | kvalifikacije za EURO 2020. |
| 28. | 5. rujna 2019.      | Gibraltar             | Gibraltar  | 2 : 0   | 6 : 0    | kvalifikacije za EURO 2020. |
| 29. | 5. rujna 2019.      | Gibraltar             | Gibraltar  | 3 : 0   | 6 : 0    | kvalifikacije za EURO 2020. |
| 30. | 15. studenoga 2019. | Kopenhagen, Danska    | Gibraltar  | 5 : 0   | 6 : 0    | kvalifikacije za EURO 2020. |
| 31. | 15. studenoga 2019. | Kopenhagen, Danska    | Gibraltar  | 6 : 0   | 6 : 0    | kvalifikacije za EURO 2020. |

## Klupski trofeji
| Nizozemska     | Nizozemska | Nizozemska      |
| Klub           | Natjecanje | Sezona / godina |
| -------------- | ---------- | --------------- |
| Ajax Amsterdam | KNVB kup   | 2009./10.       |
| Ajax Amsterdam | Eredivisie | 2010./11.       |
| Ajax Amsterdam | Eredivisie | 2011./12.       |

## Vanjske poveznice
- Christian Eriksen na National-Football-Teams.com